# Championnats du monde de cyclisme sur route 1938
Navigation
Copenhague 1937 Zurich 1946
Les championnats du monde de cyclisme sur route 1938 ont eu lieu le 5 septembre 1938 à Fauquemont aux Pays-Bas.

## Résultats
| Épreuves :                          | Or                   | Or              | Argent              | Argent | Bronze                 | Bronze |
| Professionnels                      |                      |                 |                     |        |                        |        |
| Hommes - course en ligne            | Marcel Kint Belgique | 7 h 53 min 25 s | Paul Egli Suisse    | m.t.   | Léo Amberg Suisse      | m.t.   |
| Amateurs                            |                      |                 |                     |        |                        |        |
| Hommes - amateurs - course en ligne | Hans Knecht Suisse   | -               | Josef Wagner Suisse | -      | Joop Demmenie Pays-Bas | -      |

## Tableau des médailles
| Rang  | Nation   | Or | Argent | Bronze | Total |
| ----- | -------- | -- | ------ | ------ | ----- |
| 1     | Suisse   | 1  | 2      | 1      | 4     |
| 2     | Belgique | 1  | 0      | 0      | 1     |
| 3     | Pays-Bas | 0  | 0      | 1      | 1     |
| Total | Total    | 2  | 2      | 2      | 6     |